# Пінгвін великий
Пінгві́н вели́кий, або сна́рський (Eudyptes robustus) — вид птахів з роду червонодзьобий пінгвін родини пінгвінових.

## Опис
Загальна довжина тіла сягає 55-60 см. Самки і самці виглядають майже однаково, тільки самці трохи вищі і важать більше. Максимальна вага становить 3 кг. Має характерні для свого роду жовті пір'я на голові. Має чорне пір'я на спині і біле на череві. Дві білі смуги проходять через темно-червоні очі.

## Спосіб життя
Полюбляє помірно холодні води, ніколи не наважується перебиратися до субантарктичних областей. Часто трапляється серед лісів та чагарників. Ці пінгвіни живуть колоніями. Живиться переважно крилем, інколи кальмарами та рибою.
Статева зрілість настає у 6 років. Від кінця вересня до початку жовтня самиця відкладає 2 яйця. Гнізда розташовуються на висоті 70 м над рівнем моря. Перші 10 днів, поки триває інкубаційний період, самець і самиця живляться по черзі, не залишаючи кладку ні на хвилину. Інкубаційний період триває 37-39 діб. У перший місяць життя виживає тільки кожне друге пташеня. Виною всьому погодні умови (зливи). Через 75 днів пташеня починає самостійне життя.
Тривалість життя 15-20 років.

## Розповсюдження
Мешкає тільки на острові Снерс неподалік від Нової Зеландії, куди обмежений доступ людині (з 1984 року острів визнаний морським заповідником). На сьогодні є 30 тисяч пар.